# Asuka Fujita
Asuka Fujita (født 14. februar 1996) er en kvindelig håndboldspiller fra Japan. Hun spiller for Borussia Dortmund Handball og Japans kvindehåndboldlandshold, som højre fløj.
Hun deltog under VM 2019 i Japan og VM 2017 i Tyskland.